# Выборы в Палату советников Японии (2013)
Выборы в Палату советников Японии 2013 года прошли 21 июля.
Члены Палаты советников — верхней палаты японского парламента — переизбираются на шестилетний срок, в ходе выборов переизбирается половина состава палаты. В 2013 году будут переизбираться члены, выбранные в 2007 году.
На последних выборах в 2010 году Демократическая партия Японии оставалась самой крупной, но её правящая коалиция большинство в парламенте потеряла.
На выборах 21 июля победила Либерал-демократическая партия.

## Результаты
| ↓                              |                        |               |             |                              |         |                                   |
| 11                             | 59                     | 10            | 18          | 9                            | 20      | 115                               |
| Коммунистическая партия Японии | Демократическая партия | Другие партии | Твоя партия | Партия японского возрождения | Комэйто | Либерально-демократическая партия |